# Christopher Weber
Christopher Weber (født 5. oktober 1991) er en tysk bobslædefører.
Han repræsenterede Tyskland under de olympiske vinterlege 2018 i Pyeongchang, hvor han sluttede på en 5. plads i toer-bob.
Under vinter-OL 2022 i Beijing tog han sølv i firer-bob.